# Washington Place
Washington Place es un palacio estilo renacimiento griego en el distrito histórico de Hawái específicamente en la ciudad capital Honolulu, Estados Unidos. Fue donde la reina Liliʻuokalani fue arrestada durante el derrocamiento del Reino de Hawái. Más tarde se convirtió en la residencia oficial del Gobernador estadounidense de Hawái. Es un Monumento Histórico Nacional, designado en 2007. La residencia del gobernador actual fue construida en 2008 detrás de la residencia histórica, y se encuentra en los mismos terrenos que Washington Place.
Uno de los primeros en llegar al lugar fue Anthony Ten Eyck, un Comisionado estadounidense en las islas nombrado por el presidente James K. Polk que estableció la legación estadounidense en la casa. Ten Eyck llamó la casa  «Washington Place» el 22 de febrero de 1848, en honor de George Washington en la celebración del cumpleaños del primer presidente de Estados Unidos. El Rey Kamehameha III aprobó oficialmente el nombre.